# Rue du Docteur-Goujon
Ne doit pas être confondu avec Rue Jean-Goujon.
Pour les articles homonymes, voir Goujon.
La rue du Docteur-Goujon est une voie du 12e arrondissement de Paris, en France. Elle est située dans le quartier de Picpus.

## Situation et accès
La rue est accessible par les lignes 6 et 8 à la station Daumesnil.

## Origine du nom

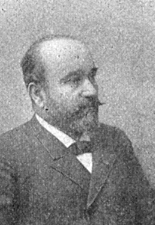
Étienne Goujon.

Elle porte le nom du docteur Étienne Goujon (1839-1907), médecin, sénateur du département de l'Ain et maire du 12e arrondissement de 1879 à 1900.

## Historique
Étienne Goujon, propriétaire du terrain, en demande le nivellement en 1875.  Pour la vente et la construction des lots, il s’associe aux architectes Maurice Boutterin (ou à son père Jacques) et Alfred-Léon Landes.
Cette voie est ouverte sous sa dénomination actuelle en 1926 puis est classée dans la voirie de Paris par arrêté du 12 décembre 1935.

## Bâtiments remarquables et lieux de mémoire
La rue traverse deux blocs d’immeubles Art déco remarquables par leur homogénéité. Ils ont été réalisés, entre 1920 et 1932, par deux architectes : Landes (le nom est gravé sur les façades) et un supposé Boutterin (le nom a été systématiquement effacé, sans que l’on sache pourquoi). Le groupe d’immeubles s’étend entre le boulevard de Reuilly, la rue de Picpus et la rue Lamblardie.

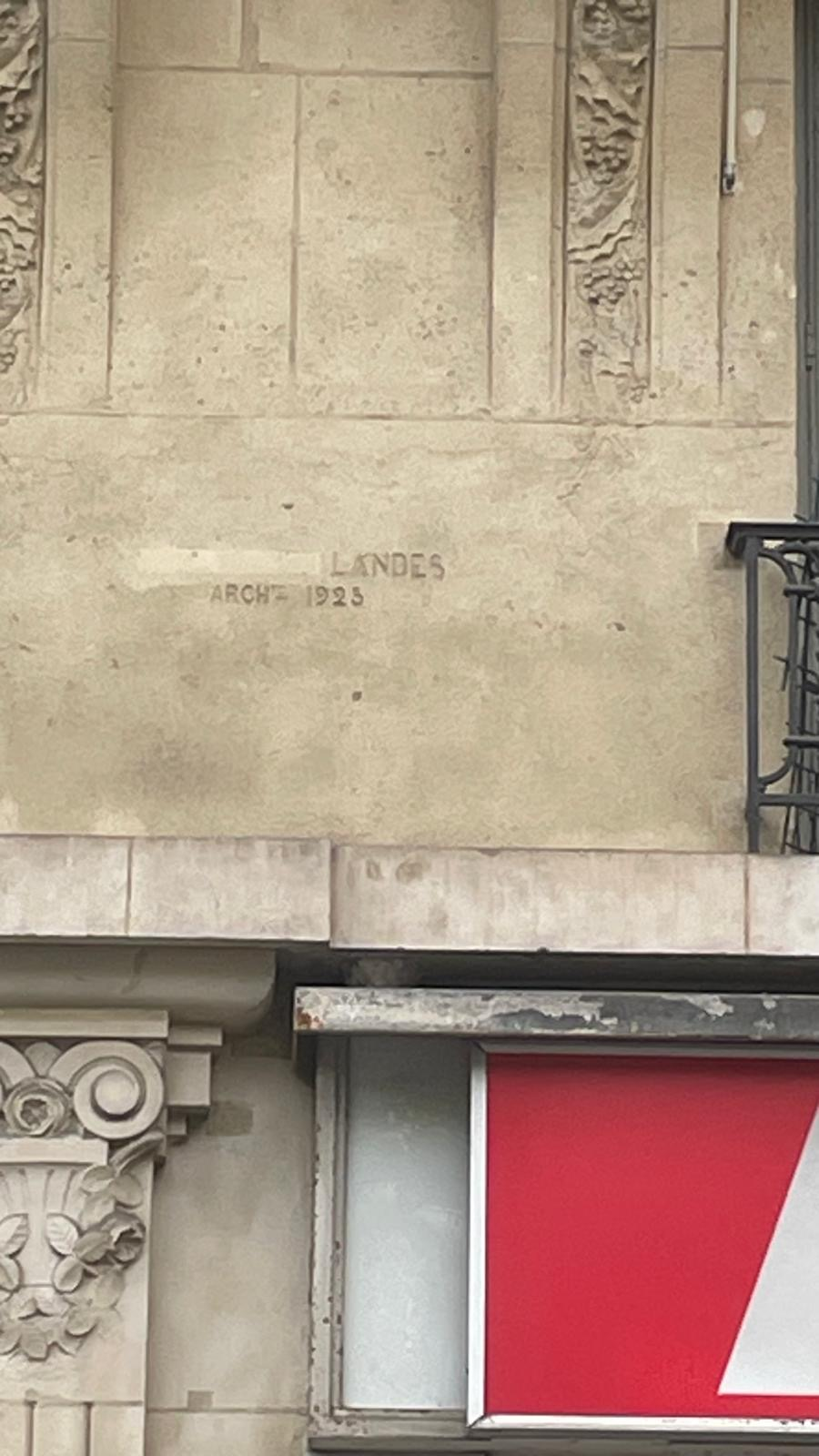
Nom effacé du second architecte.